# Jorge Benegas
Jorge Benegas (Cuyo, 30 novembre 1922 – 26 agosto 2020) è stato un calciatore argentino, di ruolo difensore.

## Carriera

### Club
Ha giocato nel campionato argentino e colombiano.

### Nazionale
Con la maglia della nazionale argentina ha totalizzato 5 presenze tra il 1956 ed il 1957.

## Palmarès

### Club

#### Competizioni nazionali
- Campionato colombiano: 3

Millonarios: 1951, 1952, 1953
- Copa Colombia: 1

Millonarios: 1953

### Nazionale
- Campeonato Sudamericano de Football: 1

Perù 1957